# Zygmunt Ślesicki

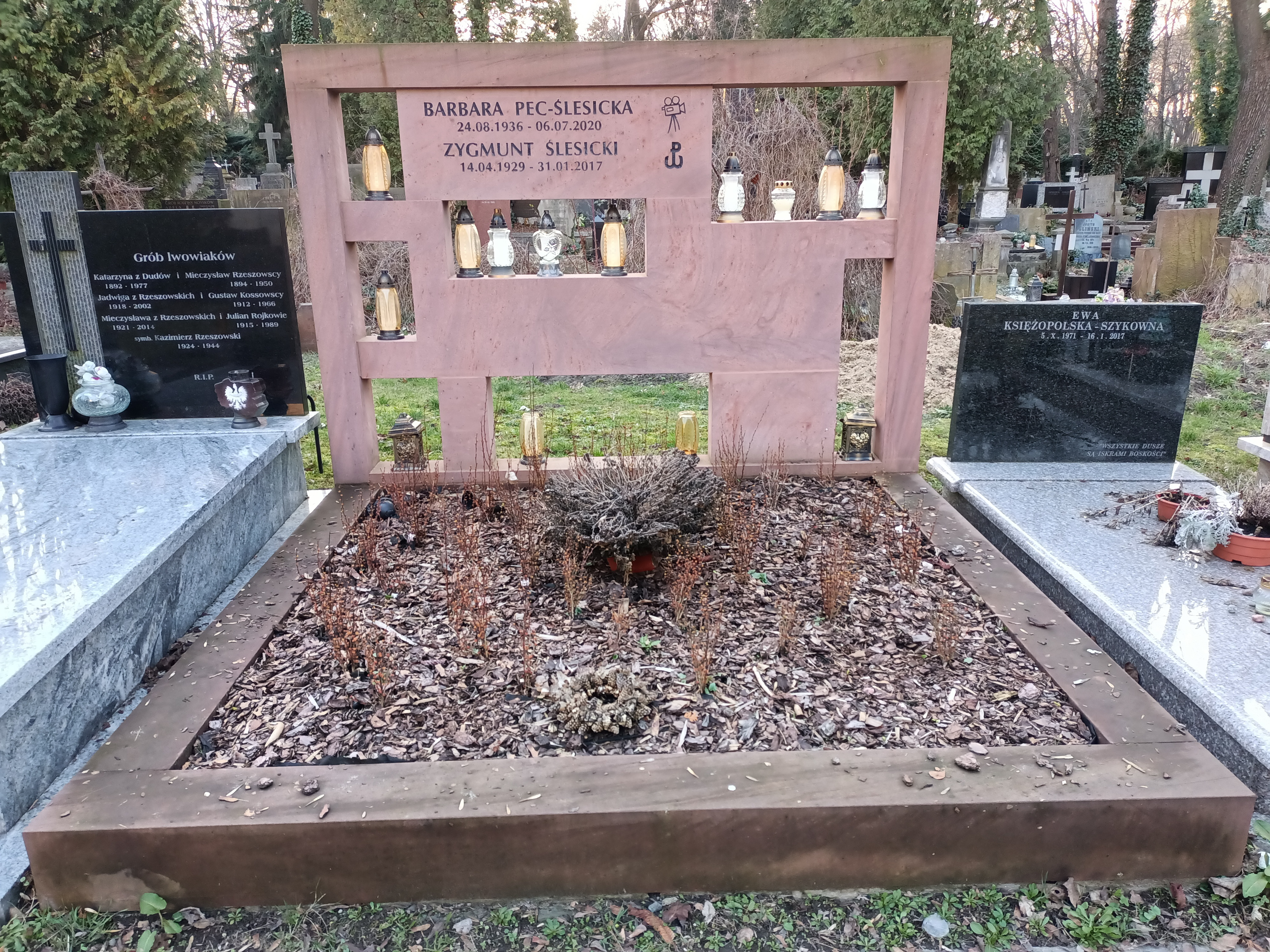
Grób Zygmunta Ślesickiego i Barbary Pec Ślesickiej na cmentarzu ewangelicko-augsburskim w Warszawie

Zygmunt Ślesicki (ur. 14 kwietnia 1929, zm. 31 stycznia 2017) – polski koszykarz i trener.

## Życiorys
Jako nastolatek wziął udział w powstaniu warszawskim, należał do Harcerskiej Poczty Polowej. Po II wojnie światowej uprawiał koszykówkę w klubie YMCA Warszawa. Po fuzji drużyny z Polonią Warszawa pod koniec lat 40., kontynuował w niej karierę. W latach 1954–1957 i 1960–1963 trenował koszykarzy Polonii. Pełnił również funkcję szkoleniowca Skry Warszawa. W 1972 wywalczył jedyny w historii klubu awans do Ekstraklasy.

### Życie prywatne
Został pochowany na cmentarzu ewangelicko-augsburskim w Warszawie (al. 68, rząd 1, grób 51p53). Jego żoną była Barbara Pec-Ślesicka, znana kierownik filmowa, wieloletnia współpracowniczka Andrzeja Wajdy. Miał syna Macieja Ślesickiego, który jest reżyserem.

## Odznaczenia
- Krzyż Armii Krajowej
- Warszawski Krzyż Powstańczy